# Demokratisk Arbejderparti
Demokratisk Arbejderparti (Democratic Labor Party) (DLP) er et mindre socialkonservativt politisk parti i Australien. Ved valget i Victoria i 2006 vandt DLP for første gang parlamentarisk repræsentation, da det fik en plads i Victorias parlament. 
Partiet bliver ledet af John Mulholland og hans familie, og dets største platform er modstanden mod abort, aktiv dødshjælp, terapeutisk kloning og homoseksuelle ægteskaber. 
| Politik | Spire Denne artikel om politik og ideologi er en spire som bør udbygges. Du er velkommen til at hjælpe Wikipedia ved at udvide den. |